# Guk
Guk alude a unos platos parecidos a sopa en la gastronomía de Corea, que también se llaman tang (탕). Guk y tang se agrupan comúnmente y se consideran el mismo tipo de plato, si bien el guk es más caldoso y un plato básico en la mesa coreano, comiéndose habitualmente en casa. Por otro lado, el tang tiene menos caldo que el guk y ha sido desarrollado para venderse comercialmente en los restaurantes.

## Visión general
Mientras guk es una palabra nativa coreana, tang es una palabra sinocoreana que originalmente significaba ‘hirviendo’, y ha sido usado como un término honorífico usado en lugar de guk. Sin embargo, tang puede denotar simplemente lo mismo que guk, como en los casos de mae-untang (sopa de marisco picante), daegutang (sopa de bacalao), samgyetang y chueotang (추어탕).
Generalmente, las sopas hechas con verduras se sufijan con guk en lugar de con tang. Toranguk (sopa de taro), kimchiguk (sopa de kimchi), muguk (sopa de daikon), siraegiguk (sopa hecha con repollo napa seco) y miyeok guk (sopa de wakame) son ejemplos. Gamjaguk y gamjatang se hacen con ingredientes diferentes: el gamjaguk se hace principalmente con patata, pero el gamjatang se hace con hueso de cerdo y poca patata.

## Tipos degukpor caldo
El guk puede clasificarse gruesamente en cuatro grupos de sopas, como son: makeun jangguk (맑은 장국), gomguk (곰국), tojangguk (토장국) y naengguk (냉국). Makeun jangguk significa literalmente ‘sopa (국) clara (맑은) con condimento (장)’, tal como el doenjang (pasta de soja) o ganjang y se sirve en un bansang (반상, comida normal). Los ingredientes principales del makkeun janggak son carne, pescado, verdura y marisco. El gomguk, también llamado gomtang, es tanto un tipo de sopa hecha cociendo varios cortes de ternera (costilla, rabo, falde, cabeza, etcétera) durante mucho tiempo o hueso de igual forma. El caldo de gomguk tiende a tener un color lechoso y rico y un sabor intenso. También puede hacerse con pollo y hueso de cerdo, como samgyetang y gamjatang.
El tojangguk se hace a partir de caldo doenjang y ssalddeumul (쌀뜨물, agua sobrante de lavar el arroz para cocinarlo). El sabor suele ser sabroso e intenso. El naengguk es una sopa fría que suele comerse en verano. Aunque la sopa es normalmente clara y ácida, como oi naengguk (오이냉국, pepino frío) y miyeok naengguk (미역냉국, sopa fría de wakame). El kkaetguk (깻국, sopa de sésamo) hecha con pollo y sésamo es espesa y sirve para reponerse en tiempo caliente.

### Makeun jangguk

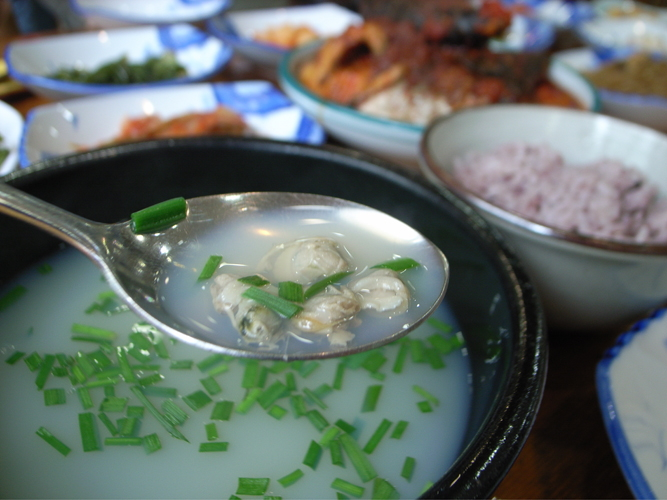
Jaecheopguk, sopa de almejas pequeñas, una de las makeun jangguk.

- Tteokguk (떡국), sopa de tteok (pastel de arroz).
- Miyeok guk (미역국), sopa de wakame.
- Kongnamul guk (콩나물국), hecha con kongnamul.
- Muguk (무국), hecha con daikon.[2]
- Gamjaguk (감자국), hecha con patata.
- Toranguk (토란국), hecha con taro.
- Bukeoguk (북어국), hecha con abadejo de Alaska seco.[3]
- Bokeoguk (복어국), hecha con pez globo.
- Jogaeguk (조개국), hecha con marisco.[4]
  - Jaecheopguk (재첩국), hecha con jaecheop (almeja pequeña, Corbicula fluminea) recogida en ríos de Gyeongsang.[5]

### Gomguk
- Ternera
  - Gomguk/gomtang (곰국/곰탕):

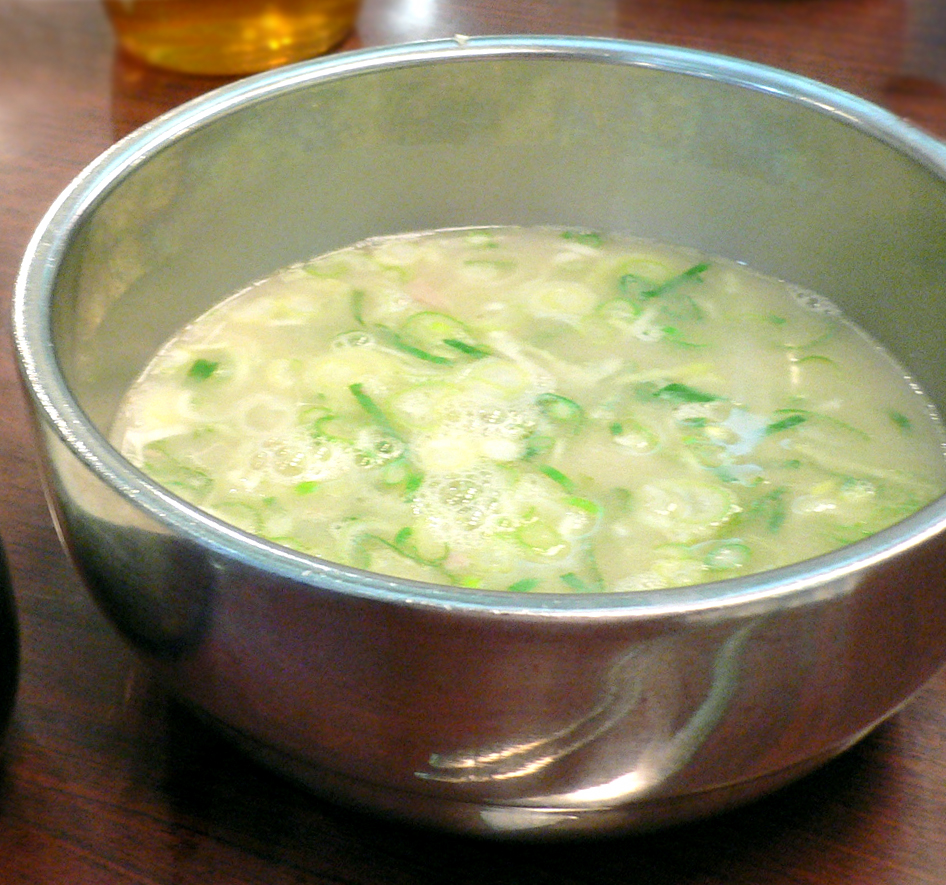
Seolleongtang, un gomguk.

    - Sagol gomtang (사골곰탕), caldos de hueso blanco aderezado con rabo de ternera o falda cortada.[6][7][8]
    - Kkori gomtang (꼬리곰탕), sopa de rabo de ternera.

  - Seolleongtang (설렁탕), sopa de hueso de pierna cocida a fuego lento durante más de 10 horas hasta que adquiere un aspecto lechoso. Suele servirse en un bol conteniendo somyeon y trozos de ternera. Se usa cebolleta cortada y pimienta negra como condimentos.
  - Galbitang (갈비탕), hecha con galbi o costilla de ternera.[8]
  - Yukgaejang (육개장).
  - Doganitang (도가니탕), hecha con rodilla de ternera.
- Pollo y cerdo:
  - Samgyetang (삼계탕), hecha con gallina de Cornualles rellena con ginseng,
  - Gamjatang (감자탕, ‘estofado de espina de cerdo’), sopa picante hecha con espina de cerdo, verdura (especialmente patata) y pimiento picante. Las vértebras suelen separarse. Se sirve a menudo como aperitivo de madrugada pero también puede servirse para comer o cenar.
  - Dwaeji gukbap (돼지국밥), una sopa de cerdo representativa de la región costera de Gyeongsang-do.

### Tojangguk
Se comen todo el año. El término surgió a partir de los años 1930 en los libros de recetas coreanos.
- Sigeumchi tojangguk (시금치토장국), hecha con espinaca.
- Auk tojangguk (아욱토장국).
- Naengi tojangguk (냉이토장국).
- Ugeojiguk (우거지국), hecha con ugeoji (우거지, repollo napa seco).
- Daseulgiguk (다슬기국).

### Naengguk
- Miyeok naengguk (미역냉국), sopa fría de wakame.
- Oi naengguk (오이냉국), sopa fría de pepino.
- Gkaetguk (깻국), sopa fría abundante hecha con pollo y sésamo molido.
- Naengkongguk (냉콩국), hecha con soja molida, que puede prepararse para kongguksu.
- Kongnamul naengguk (콩나물냉국), hecha con kongnamul.
- Ttoknaengguk (톳냉국).
- Muknaengguk (묵냉국).
- Gulnaengguk (굴냉국).
- Baechu naengguk (배추냉국).
- Cheonggak naengguk (청각냉국).
- Seonggak naengguk (성게냉국).
- Haesam naengguk (해삼미역냉국).
- Saengjihwang naengguk (생지황오이냉국).

## Gukpor ingredientes
- Maeuntang (매운탕), sopa de pescado refrescante, caliente y picante.
- Haejangguk (해장국), sopa de espina carnosa de cerdo, ugeoji (우거지, repollo napa seco), sangre de ternera coagulada (parecida al budín de sangre) y verduras en un caldo fuerte de ternera espeso.
- Haemultang (해물탕), hecha con marisco variado.
- Haemuljaptang (해물잡탕), hecha con marisco y asadura de ternera, parte de la antigua cocina de la corte real coreana.
- Altang (알탕), hecha con myeongran jeot (명란젓, hueva de abadejo de Alaska salada y fermentada) y condimentada con pimiento chile.
- Chueotang (추어탕), hecha con misgurno.[9]
- Yongbongtang (용봉탕), hecha con pollo, carpa y tortuga de caparazón blando.[10]
- Manduguk (만두국), sopa de mandu.[11]
- Wanjatang (완자탕), hecha con wanja (jeon parecido a una albóndiga).[12]
- Gyerantang (계란탕), sopa hecha con huevos.[13]
- Ssukkuk (쑥국), hecha con ssuk (artemisa japonesa).[14]

## Gukbap
El gukbap (국밥, literalmente ‘sopa con arroz’) es un plato desarrollado a partir del guk. Se toma en restaurantes más que en casa, y ha sido popular entre el pueblo llano desde finales de la dinastía Joseon.
- Kongnamul gukbap (콩나물국밥).
- Ttaro gukbap (따로국밥), una variedad de yukgaejang, especialidad local de Daegu.[8]